# Ju Dafu
Ju Dafu (uprošćeno kinesko pismo :; tradicionalno kinesko pismo: 郁達夫; pinjin: Yù Dáfū; Vejd-Džajls: Yu Ta-fu) bio je kineski pisac i pesnik. Njegova dela su bila i ostala veoma značajna u Kini. Rođen je 7. decembra 1896. godine u Fuđangu (provincija Džeđang) i živeo je do 17. septembra 1945.. Bio je jedan od osnivača časopisa „Društvo Stvaralaštvo“ koji je za cilj imao širenje i popularizovanje kineske moderne književnosti. Jednom prilikom rekao je da je najveći doprinos intelektualaca to što su shvatili da čovek postoji radi sebe, a ne radi daoa i radi roditelja, kako se mislilo tada u Kini.

## Biografija
Ju Dafuova porodica je bila veoma obrazovana. Otac i deda su mu bili visoko obrazovni lekari i samim tim i izuzetno cenjeni u oblasti kojom su se bavili. Ju Dafuov otac umire kada je Dafu imao samo tri godine, a iako je bio cenjen lekar, ostavlja porodicu u siromaštvu. Međutim, Ju Dafu je bio marljiv i vredan učenik i zbog toga dobija stipendiju kineske vlade za pohađanje srednje škole u Hangdžou. Pre nego što je otišao u Hangdžou, pohađao je Đangsjing-Fu Srednju školu, a nakon uspešnog završetka srednje škole, upisao je Jujing Akademiju. Godine 1912, polagao je prijemni ispit i upisao se na Hangdžou Univerzitet, sa koga je ubrzo izbačen jer je učestvovao u studentskom štrajku. Između 1913. i 1922. godine, preselio se u Japan zajedno sa svojim bratom Ju Mantouom (Yu Mantou), koji je otišao u Japan kako bi studirao pravo. Tada je zauvek napustio svoj rodni kraj, tj. vratio se da se oženi, ali je duhom bio negde drugde. U septembru 1915. godine odlazi u Nagoju da studira medicinu u Osmoj gimnaziji, što je bio važan period njegovog boravka u Japanu. Tanpu Hatori je bio poznati zemljoposednik sela Jatomio iz predgrađa Nagoje. Počeo je da piše pesme sa 14 godina i redovno je održavao skupove pesnika. Godine 1916. upoznao je Ju Dafua koji je posle često odlazio da ga posećuje. Za vreme svog boravka u Japanu, takođe je studirao i ekonomiju na Carskom univerzitetu u Tokiju od 1919. godine. Prema rečima bibliotekara sa Carskog univerziteta u Tokiju, nijedan čovek nije mogao da ga nadmaši po broju pročitanih romana. Do tada je već savladao tri strana jezika: japanski, engleski i nemački. Deset godina je sudirao u Japanu. Japanska kultura je značajno uticala na njegovo stvaralaštvo i na njegov život. Voleo je Japan ali je, istovremeno, u svojim delima iskazivao mržnju prema ovoj državi, što je bio slučaj sa mnogim kineskim intelektualcima koji su tamo studirali.
Ju Dafu je, zajedno sa kineskim intelektualcima koje je tu upoznao (Guo Možuo (Guo Moruo), Džang Ciping (Zhang Ziping) i Tien Han (Tian Han)), osnovao „Društvo Stvaralaštvo“ koje je imalo za cilj da promoviše narodnu i modernu književnost. Kada se 1922. godine vratio u Kinu, već je bio poznati književnik. Nastavio je svoj rad za časopis „Društvo Stvaralaštvo“, a pored toga je uredjivao i druge književne časopise. Takođe, nastavio je da piše kratke priče. Posle suočavanja sa tuberkulozom, on iznenada počinje da se bavi temama koje se tiču stanja koje vlada u narodu, za razliku od prethodnih dela koja su se više odnosila na njegovu preokupiranost samim sobom. Godine 1927, posle neslaganja sa komunističkim članovima „Društva Stvaralaštva“, Dafu je pokušao da reorganizuje grupu, ali je bio prinuđen da da ostavku. Jedan od njegovih ranijih radova, „Potonuće“, objavljen je 1921. godine u Tokiju. Ovo delo je steklo ogoromnu popularnost u Kini jer se ticalo seksa kao i direktnih optuzbi upucenih kineskoj vladi zbog nekompetentnosti.
Godine 1927, Ju Dafu upoznaje devojku po imenu Vang Jingsja (Wang Yingxia) koju ubrzo ženi. Rat i njihovi lični problemi, naterali su ih da se presele u Singapur. Do kraja 1938. godine, Ju Dafu, Vang Jingsja i njihov sin Ju Fei (Yu Fei) preselili su se u Singapur preko luke Kliford, preko koje je takođe kasnije pobegao u Indoneziju. Početkom januara 1939. godine, Ju Dafu postaje urednik jutarnjih i večernjih novosti. U Singapuru je prestao da piše kratke priče i počeo je da se bavi podučavanjem književnosti. Želeo da sa Vang Jingsjom proživi čitav život u Jugoistočnoj Aziji, što se, nažalost, nije desilo. Vang Jingsja je morala sama da se vrati u Kinu, dok se Ju skrivao na Sumatri pod pseudonimom Džao Lian (Zhao Lian) zbog straha da će ga japanska vojska pronaći. Tu se oženio raseljenom Kineskinjom He Lijou (He Liyou). Znao je japanski veoma dobro i iz tog razloga ga je japanska vojska unajmila da u Buktingiju radi za njih, gde biva i ubijen.

## Dela
- 1921. „Potonuće“ (Chenlun - 沉沦)
- 1927. „Devet dnevnika“ (Rijijiuzhong - 日记九种)
- 1927. „Prošlost“ (Guoqu - 过去)
- 1935. „Let“ (Chuben - 出奔)

Dela Ju Dafua bila su veoma cenjena od strane nove generacije pisaca, koji su se zalagali za uvođenje narodnog jezika u književnost umesto klasičnog kineskog jezika, što je on i radio pri pisanju svojih dela. Za vreme Drugog kinesko-japanskog rata pisao je propagandni materijal protiv Japanaca iz Vuhana i Singapura. Kada je japanska vojska preuzela kontrolu nad Singapurom Ju Dafu beži na Sumatru gde pred sam kraj rata biva ubijen. Njegovo najpopularnije delo je delo „Devet dnevnika“ koje se bavi piščevom aferom sa mladom neafirmisanom spisateljicom Vang Jingsja (Wang Yingxia). Odmah po objavljivanju ovo delo postaje najprodavanije. Kritičari ipak više cene njegovo delo „Prošlost“ koje je hvaljeno zbog svoje psihološke dubine. Bavio se takođe pisanjem poezije i eseja.

### Potonuće
Ju Dafuova novela „Potonuće“ je delo koje je jedno od glavnih predstavnika romantizma nastalih za vreme Pokreta 4. maja. Takođe, „Potonuće“ je među prvim psihološkim romanima nastalim u Kini, a njegov značaj je u radikalnoj promeni u pristupu rešavanja unutrašnjih konflikata, naspram tradicionalnom.
Ova kratka priča govori o životu mladog muškarca iz Kine koji studira u Japanu. Čitalac je u stanju da sagleda njegovo pishološko stanje, prepuno strahova, paranoje, samoće, manjka samopouzdanja kao i seksualne frustracije. Sve ove karaktersitke koje on poseduje, opisuju i samo stanje u Kini u tom periodu. Kina je tad neumorno pokušavala da pobegne od tradicije i konzervativnog razmišljanja i da se modernizuje u skladu za evropskim i američkim standardima. U jednu ruku, Kina je kontaminirana starim, tradicionalnim učenjima i trebalo je da bude pročišćena novim načinima razmišljanja i življenja. Te nove ideje se povezuju sa činjenicom da je protagonista spokojan jedino kada uživa u prirodi ili kada čita romantičarsku književnost.
Kina želi da se suprotstavi starim pravilima i primi nove ideje, ali prilikom te promene nailazi na teškoće, a glavni lik to i reflektuje. Kao Kinez koji živi u Japanu, teško mu je da se poveže sa ljudima. On u suštini oseća mržnju prema Japancima zbog političko-istorijskih sukoba koje su imale ove dve države u prošlosti. Počinje da paranojiše, misli da su njegove kolege u zaveri protiv njega, da ga ogovaraju i zato je stalno u gardu prilikom upoznavanja novih ljudi. Kada je blizu Japanaca, oseća se kao da je zatvoren u kutiji gde ne može da diše, a samim tim ni da donosi zdrave odluke. On je ponosan na svoju nacionalnost i ta mržnja i distanciranje od Japanaca reflektuje tradicionalno shvatanje morala. Međutim, on u isto vreme želi i da stupi u kontakt sa njima. Zbog te unutrašnje borbe, ne uspeva. Mrzi ih, ali i želi njihove simpatije. To je metafora za ono kroz šta je Kina prolazila prilikom prihvatanja ideja iz Evrope i Amerike. Unutrašnje nemire lečio je knjigama i prirodom i tako bežao od stvarnosti..

## Motivi

### Motiv suvišnog čoveka i veza sa ruskom književnošću
Motiv suvišnog čoveka je popularan u ruskoj književosti i zastupljen je u romantičarskim delima. Suvišni čovek je neprilagodljivi individualista koji često nije u stanju da realizuje svoje potencijale u svetu, na koji gleda sa velikom dozom kriticizma. Velika većina junaka u delima Ju Dafua su usamljenici koji se teško uklapaju ili se pak uopšte ne uklapaju u društvo koje ih okružuje. Ovakvi likovi često na sebe gledaju sa dozom sažaljenja, a na društvo sa prezirom. Oni osećaju uznemirenost zbog sopstvene izgubljenosti u određenoj društvenoj zajendici. Pošto je još kao mladić dolazio u kontakt sa ruskom literaturom i ruskim velikanima kao što su Dostojevski, Tolstoj, Gorki, Čehov i Turgenjev, Ju Dafu junaka sa osobinama suvišnog čoveka, preuzima upravo iz ruske književne tradicije. Čitajući Turgenjevo stvaralaštvo, počeo je izuzetno da ga ceni i u jednom momentu, kako Ng kaže u svojoj knjizi, Ju Dafu priznaje: "Od svih stranih pisaca, prosečnih i velikih, najviše me privlače dela Turgenjeva i osećam najbliskiju vezu sa njim. Najduže sam povezan sa njegovim radom i nikada se neću umoriti od njegovih priča. Kada sam prvi put počeo da čitam njegove priče, i kada sam odlučio da otpočnem i sam da pišem, bio sam potpuno opčinjen njegovim nežnim pogledom, tužnim okom i Sevrenim velikanom duge brade".
Dafuove junake koji su često emotivni, inteligentni i pesimistični možemo povezati sa junakom iz Turgenjevog dela Ruđin, Dimitrijem Nikolajevičem Ruđinom. Ruđin je visok, elokventan, pametan i obrazovan, ali sebe smatra nesposobnim za život i misli da smrt može izravnati sve. Dok je za razliku od Ruđina, Dafuov lik bolešljiv, bled, ćutljiv i često nesiguran. Oni smatraju da se intelektualac mora posvetiti stvaranju pravednijeg društva. Oba junaka, koji se ponajviše razlikuju po temperamentu, snažno pokušavaju da promene društvo koje se uvek protivi njihovim promenama, zbog čega je njihov trud neuspešan. Junacima fali izdržljivosti i doslednosti u onome za šta se bore, a način pristupa životu ih često karakteriše kao slabiće.

## Vidi Još
- Lu Sun
- Pokret 4. maj

## Literatura
- -{Pavlović, M 2012, 'Na tragu Ibzena: kineske Nore' Zbornik Matice srpske za kniževnost i jezik, knjiga 60., br. 1. стр. 191-209.
- Denton, K 1992, 'The Distant Shore: Nationalism in Yu Dafu's "Sinking"' Chinese Literature: Essays, Articles, Reviews (CLEAR), vol. 14. стр. 107-123.
- Dafu, J 1921, 'Potonuće', Prev. M. Pavlović i I. Stanimirović. стр. 1-30
- Ng, M 1988 'The Russian Hero in Chinese Modern History', The Chinese University of Hong Kong, New York. стр. 83-106
- 'Yu Dafu', Britannica, viewed 28 November 2013
- Zhang, L, China’s Contamination, Wooster, viewed 27 November 2013
- Feng H, Yu Dafu - Modern Chinese Short Story Writer and Poet, China Culture, viewed 2 December 2013
- 'Yu Dafu', CCTV, viewed 3 December 2013}-